# Otto Gombosi
Otto Johannes Gombosi (geboren 23. Oktober 1902 in Budapest, Österreich-Ungarn; gestorben 17. Februar 1955 in Natick, Massachusetts) war ein ungarisch-US-amerikanischer Musikwissenschaftler und Musikkritiker.

## Leben
Otto Gombosis Vater Joseph war Kaufmann, seine Mutter Elisabeth Bógyó war Pianistin. Gombosi erhielt Klavierunterricht bei seiner Mutter und 1915 bis 1920 bei Sándor Kovács am Fodor-Konservatorium in Budapest. Von 1919 bis 1921 studierte er Musiktheorie und Komposition an der Budapester Musikakademie bei Leó Weiner und Albert Siklós. Ab 1921 studierte er in Berlin bei Curt Sachs und Erich Moritz von Hornbostel und wurde 1925 bei Johannes Wolf mit einer Dissertation über „Jacob Obrecht, eine stilkritische Studie“ promoviert.
In Budapest gründete er 1926 die kurzlebige Musikzeitschrift „Crescendo“ und schrieb Musikkritiken. Ab 1929 wohnte er wieder in Berlin, um seine Habilitation vorzubereiten. Nach der Machtübernahme der Nationalsozialisten 1933 ging er an das Collegium Hungaricum in Rom und veröffentlichte in dieser Zeit in Budapest das Buch „Der Lautenist Valentin Bakfark, Leben und Werke“ zweisprachig. 1936 wurde er Mitarbeiter des Musikhistorikers Jacques Handschin an der Universität Basel. Er heiratete 1937 die Geigerin Anna Tschopp aus Basel. Bei Kriegsausbruch 1939 hielten sie sich in den USA auf und blieben dort trotz großer wirtschaftlicher Unsicherheiten. Seine Eltern wurden in Ungarn Opfer des Holocaust, ebenso sein Bruder György (1904–1945). Gombosi heiratete 1954 ein zweites Mal.
Von 1940 bis 1946 war er Lektor an der University of Washington, 1946 bis 1948 Assistant Professor an der Michigan State University. 1948 erhielt er ein Guggenheim-Stipendium für Europa und vertrat nach dem Tode Ernst Kurths den musikwissenschaftlichen Lehrstuhl an der Universität Bern. Danach war er Assistant Professor an der Universität Chicago und wurde 1951 auf den Lehrstuhl für Musikwissenschaft der Harvard University berufen.  1952 wurde er zum Vizepräsidenten der American Musicological Society gewählt.
Gombosi forschte über die Differenz von immanenter Struktur des musikalischen Kunstwerks und ihres Notats in einer Notenschrift.

## Schriften
- Jacob Obrecht. Eine stilkritische Studie. Mit einem Notenanhang, enthaltend 31 bisher unveröffentlichte Kompositionen aus der Zeit zwischen 1460-1510. Leipzig: Breitkopf & Härtel, 1925, Diss. phil. Berlin
- Ungarische Musik der Gegenwart, in: Melos, 6, 1927, S. 231–235.
- Bakfark Bálint élete és muvei (1507-1576). Zweisprachig. Budapest: Az országos széchenyi könyvtár kiadása, 1935
  - Zoltán Falvy (Hrsg.): Der Lautenist Valentin Bakfark. Leben und Werke (1507-1576). Reprint des deutschen Teils. Kassel: Bärenreiter, 1967
- Tonarten und Stimmungen der antiken Musik. Kopenhagen: Ejnar Munksgaard, 1939